# Ильин, Николай Яковлевич (Герой Советского Союза)
Николай Яковлевич Ильин (25 июня 1922 — 4 августа 1943, с. Ястребово, Курская область) — советский снайпер, Герой Советского Союза, гвардии старшина, заместитель политрука.

## Биография
Николай Яковлевич Ильин родился в 1922 году в селе Чернухино Ворошиловского района Ворошиловградской области УССР (ныне — посёлок городского типа Перевальского района Луганской области) в семье рабочего.
После окончания средней школы № 6 работал слесарем в пункте контроля автотормозов (АКП) вагонного депо «Дебальцево-Сортировочное» Донецкой области.
С началом Великой Отечественной войны, не дожидаясь призыва, сам пришёл в военкомат. Был направлен в феврале 1942 года в действующую армию заместителем политрука в 50-й гвардейский стрелковый полк (15-я гвардейская стрелковая дивизия, 57-я армия, Сталинградский фронт). Николай Ильин стал одним из инициаторов снайперского движения на Сталинградском фронте.
16 октября 1942 года Николаю Ильину вручили снайперскую винтовку имени Героя Советского Союза Хусейна Андрухаева на прикладе которой командование 136-й стрелковой дивизии Южного фронта, в память о герое прикрепило металлическую пластинку с надписью «Имени Героя Советского Союза Х. Андрухаева». К моменту вручения винтовки гвардии старшине Николаю Яковлевичу Ильину на его счету было уже 115 уничтоженных фашистов. После гибели Н. Ильина винтовка № КЕ-1729, к которой прикрепили табличку с надписью: «Имени Героев Советского Союза X. Андрухаева и Н. Ильина», была передана другому снайперу — Гордиенко Афанасию Емельяновичу. В настоящее время эта винтовка хранится в Центральном музее Вооружённых Сил СССР.
С 18 октября по 1 ноября 1942 года на участке сёл Дубовый Овраг — Большие Чапурники за 11 дней снайперской охоты Ильин уничтожил 95 вражеских солдат. К февралю 1943 года Николай Ильин застрелил 216 солдат и офицеров противника. Всего на счету Николая Ильина к моменту гибели было 494 врага.
За мужество и отвагу в борьбе с немецкими оккупантами Николай Ильин был награждён орденом Красного Знамени.
Президиум Верховного Совета СССР Указом от 8 февраля 1943 года за мужество и воинскую доблесть, проявленные в боях с врагами, ему было присвоено звание Героя Советского Союза с вручением ордена Ленина и медали «Золотая Звезда».
После разгрома вражеской группировки под Сталинградом 15-я гвардейская стрелковая дивизия, в которой служил Ильин, с боями достигла реки Северский Донец и заняла оборону.
4 августа 1943 года в бою под селом Ястребово Николай Ильин погиб, сражённый пулемётной очередью.
Похоронен Николай Яковлевич Ильин в селе Никольское (Шебекинский район ныне Белгородской области), где установлена мемориальная доска.

## Награды
- Указом Президиум Верховного Совета СССР от 8 февраля 1943 года за образцовое выполнение боевых заданий командования на фронте борьбы с немецкими захватчиками, личный героизм и отвагу в боях при защите Сталинграда Николаю Яковлевичу Ильину было присвоено звание Героя Советского Союза с вручением ордена Ленина и медали «Золотая Звезда» (№ 879).
- Орден Красного Знамени — за мужество и отвагу в борьбе с немецкими оккупантами.

## Память

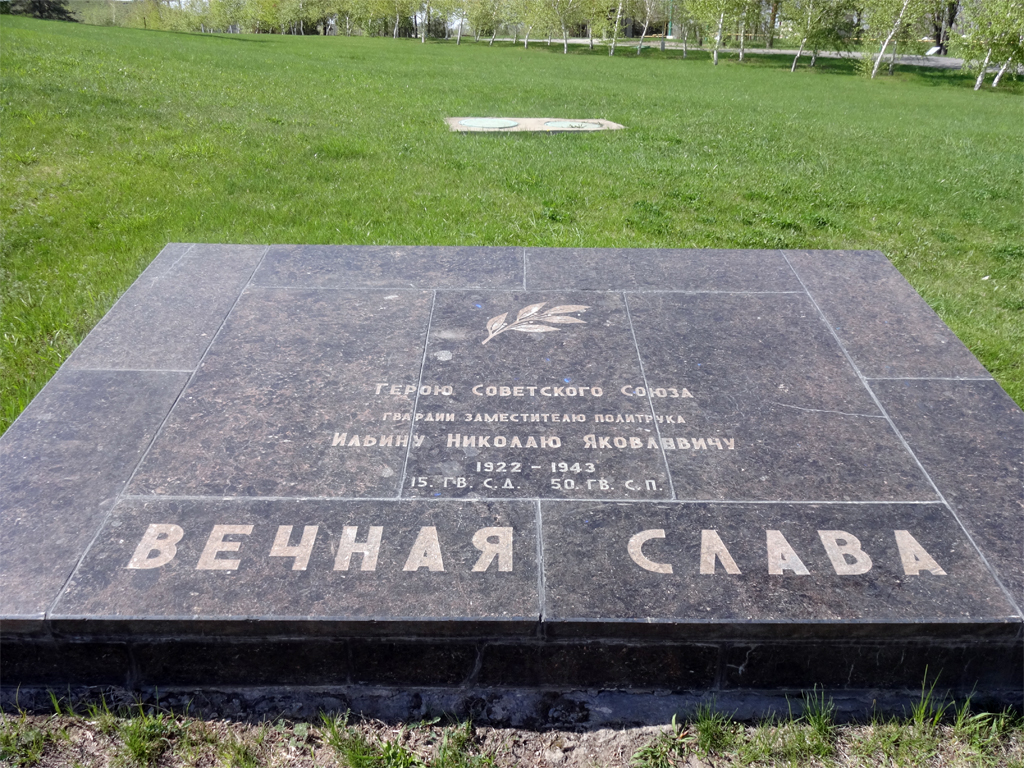
Мемориальная плита Н. Я. Ильина на Мамаевом кургане в Волгограде.

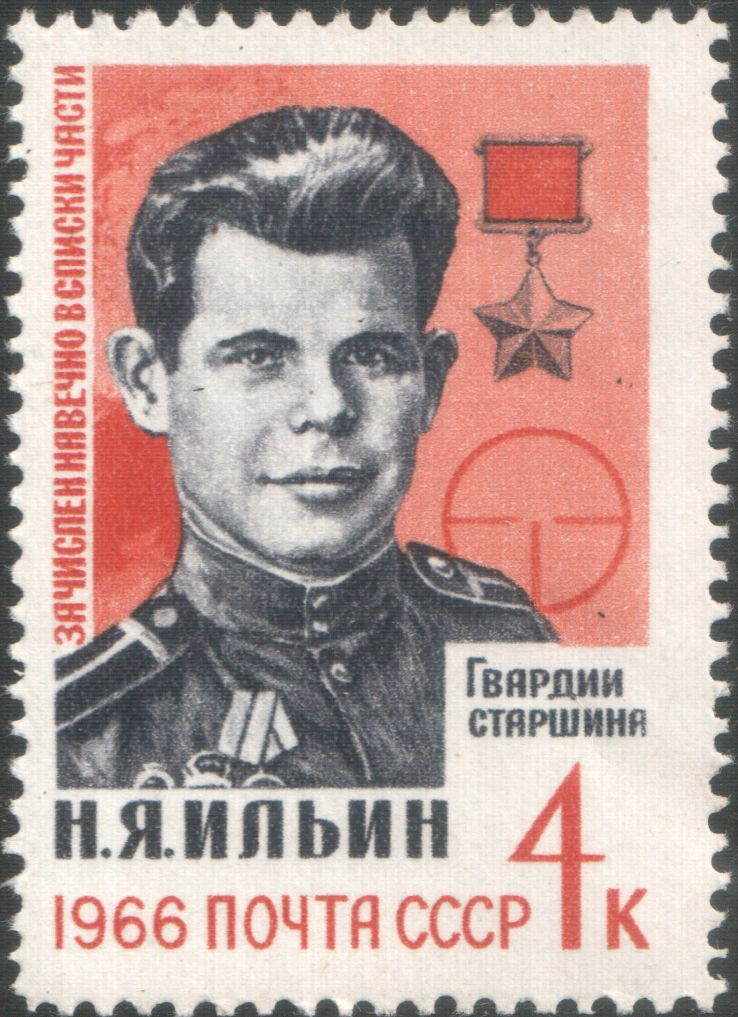
Почтовая марка СССР, 1966 год

- Почтовая марка СССР, 1966 годИменем Николая Ильина названа улица в Волгограде.
- Именем Николая Ильина названа улица в городе Владимир-Волынский,
- Именем Николая Ильина названы улица и школа № 6 в городе Дебальцево, где воздвигнут памятник. На здании депо станции Дебальцево-Сортировочная установлена мемориальная доска.
- Среди мемориальных плит Большой братской могилы мемориального комплекса «Героям Сталинградской битвы» есть плита с именем Николая Яковлевича Ильина[5].
- 16 апреля 1964 года Николай Яковлевич Ильин зачислен навечно в списки гвардейского мотострелкового полка.
- Именная винтовка Ильина хранится в Центральном музее Вооружённых Сил СССР.
- В 1966 году была выпущена почтовая марка СССР, посвящённая Ильину.